# Vivo (photographie)
Vivo est une éphémère coopérative photographique japonaise.
Eikoh Hosoe, Kikuji Kawada, Ikkō Narahara, Akira Satō, Akira Tanno et Shōmei Tōmatsu - six des participants de la fameuse exposition de 1957 Jūnin no me ((10人の眼), « yeux de dix  ») - forment la coopérative Vivo en juillet 1957, la nommant d'après le mot « vie » en espéranto.
Ils partagent un bureau et une chambre noire dans le quartier de Ginza à Tokyo, commercialisent et distribuent leur propre travail. Kōtarō Iizawa décrit leur bureau comme étant « l'épicentre de l'expression photographique de la génération de l'image » et les activités des membres comme « un excellent exemple » de la façon dont les photographes japonais de l'époque « se confrontent tête la première aux transformations de la société japonaise moderne ».
Le groupe, qui inspira, dans le Japon d'après-guerre, le mouvement photographique connu sous le nom d' « École de l'image » et influença profondément le style photographique japonais des années 1960 et 1970, se sépare en juin 1961.
Parmi les rétrospectives on compte une grande exposition à la galerie Shadai en juin-juillet 2007, ainsi qu'une exposition présentée à la galerie Ibasho, à Anvers, en Belgique, du 7 décembre 2017 au 14 janvier 2018.

## Sources
- (ja) Nihon shashinka jiten (< (日本写真家事典?), 328 Outstanding Japanese Photographers). Kyoto : Tankōsha, 2000.  (ISBN 4-473-01750-8). p. 348.
- Anne Wilkes Tucker, et al. The History of Japanese Photography. New Haven: Yale University Press, 2003.  (ISBN 0-300-09925-8). pp. 217, 20, 376.